# Mazha (socken i Kina, Guizhou)
Mazha (kinesiska: 麻乍, 麻乍乡) är en socken i Kina. Den ligger i provinsen Guizhou, i den sydvästra delen av landet, omkring 250 kilometer väster om provinshuvudstaden Guiyang. Antalet invånare är 3634. Befolkningen består av 17 590 kvinnor och 18 751 män. Barn under 15 år utgör 8 588 %, vuxna 15-64 år 599 %, och äldre över 65 år 67 %.